# ویویان دسنا
ویویان دسنا (انگلیسی: Vivian Dsena؛ زادهٔ ۲۸ ژوئن ۱۹۸۸) بازیگر اهل هند است. وی از سال ۲۰۰۸ میلادی تاکنون مشغول فعالیت بوده است.
از فیلم‌ها یا برنامه‌های تلویزیونی که وی در آن نقش داشته است می‌توان به یک عشق یک جنون اشاره کرد.